# يديديا أدمون
يديديا أدمون (5 ديسمبر 1894 - 2 أبريل 1982) مؤلف موسيقي وملحن إسرائيلي، وأحد مؤسسي الأغنية العبرية في أوائل القرن العشرين، وكان يمزج في أعماله بين الموسيقى الأوروبية واليهودية الحسيدية وبين الموسيقى العربية.
قام بتأليف العديد من الأغاني، ومنها عشرات أغاني للأعياد اليهودية.
حصل على جائزة إسرائيل في الموسيقى في عام 1974.

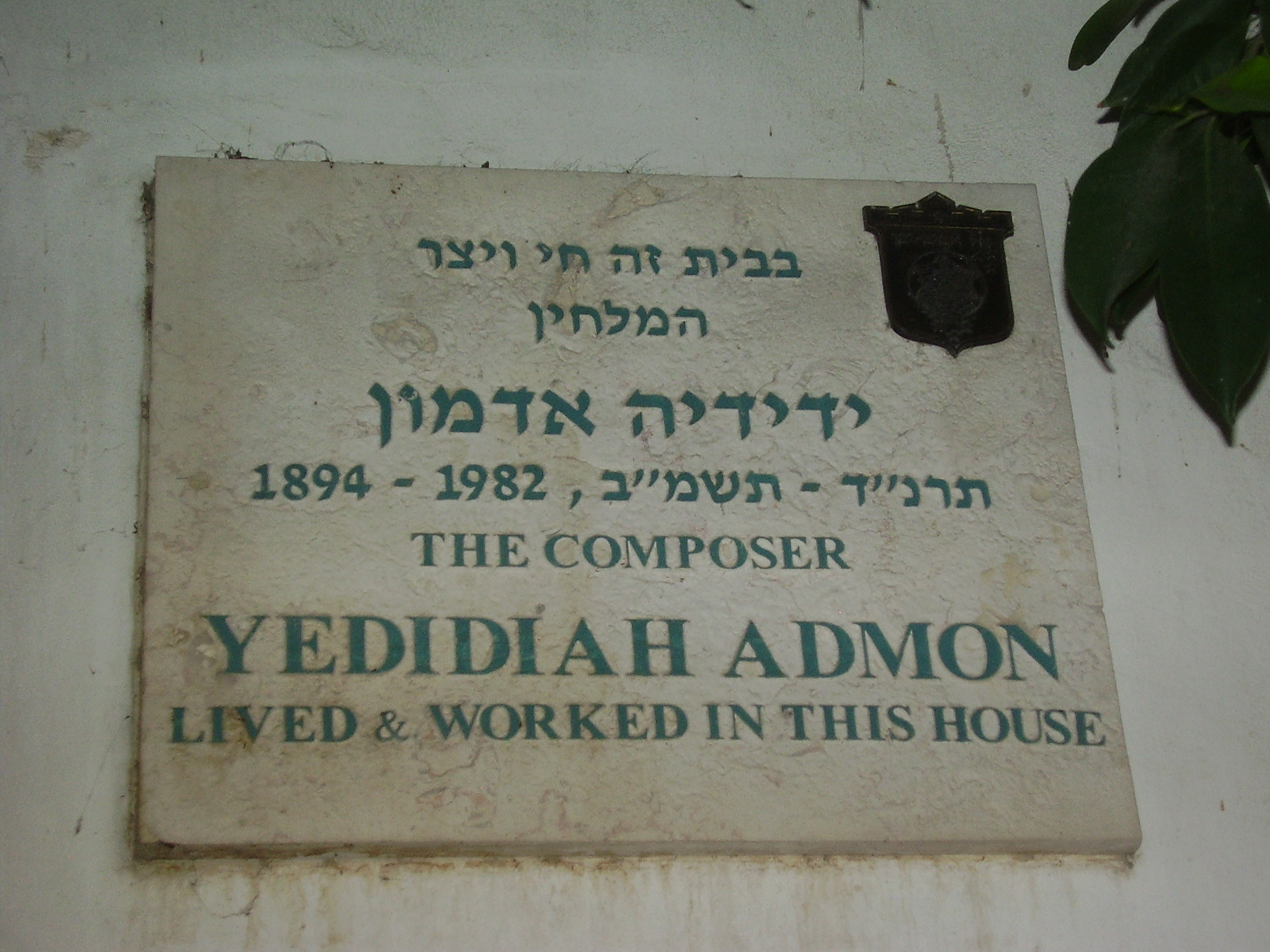
لوحة تذكارية على منزل يديديا أدمون في 6 شارع محارال في تل أبيب

## حياته
ولد عام 1894 في دنيبرو التي كانت جزءا من روسيا (وهي الآن في أوكرانيا)، وهاجر إلى فلسطين عام 1906. ودرس في مدرسة المعلمين تحت إشراف داود يلين. وكان يغني في كورال أبراهام تسفي إيديلسون. وعندما اندلعت الحرب العالمية الأولى، انتقل مع عائلته إلى مصر، حيث التحق بالجيش البريطاني.
وعاد إلى إسرائيل عام 1919 وعمل محاسبا في حكومة الانتداب البريطاني. وفي عام 1923 سافر إلى الولايات المتحدة في لتحسين موهبته في تلحين الأغاني.
 
وفي عام 1926 عاد إلى إسرائيل. ووضع موسيقى مسرحية «الملكة إستير»..
وكان نشطًا جدًا في مجال حقوق التأليف والنشر والحقوق المادية والمعنوية للفنانين، وكان أحد الذين صاغوا أول لوائح هيئة ACUM وفي عام 1946 تم انتخابه رئيسًا لها، وهو المنصب الذي شغله حتى عام 1958.

## عائلته
زوجته الأول كانت هانا جوركوف أدمون، وأنجبا ثلاثة أطفال. وزوجته الثانية إيما جوروخوف عازفة البيانو الشهيرة ومعلمة البيانو. وزوجته الثالثة إستير أدمون وهي مغنية ومدربة أصوات.

## جوائز
في عام 1974 حصل على جائزة إسرائيل في الموسيقى، ولمساهمته في إثراء الغناء والثقافة في أرض إسرائيل .
وتوفي في ربيع عام 1982. دفن في المقبرة الجنوبية. سمي شارع في بئر السبع وتل أبيب (في رمات أبيب) باسمه.